# 邓肯·格兰特 (画家)
邓肯·詹姆斯·科罗尔·格兰特（Duncan James Corrowr Grant，1885年1月21日—1978年5月8日）是一位英国画家和纺织品、陶器、戏剧布景和服装设计师。布卢姆茨伯里派成员。

## 早年
格兰特于1885年1月21日出生在苏格兰高地因弗内斯郡阿维莫尔的罗提穆尔庄园，他的父亲巴特尔·格兰特（Bartle Grant），是一名“一贫如洗”的陆军少校，母亲埃塞尔·伊莎贝尔·麦克尼尔（Ethel Isabel McNeil）。1887年至1894年间，他们一家住在印度和缅甸，每两年回一次英国。在此期间，格兰特接受家庭教师爱丽丝·贝茨（Alice Bates）的教育 。他的祖父是约翰·彼得·格兰特（John Peter Grant）爵士，罗提穆尔庄园的第十二任主人，曾任孟加拉省督。
1894–1899年，格兰特与鲁伯特·布鲁克一起就读于拉格比的希尔布拉学校（Hillbrow School），在那里听了一位美术老师的授课，对日本版画产生了兴趣。在此期间，格兰特的学校假期是在奇西克的贺加斯府（Hogarth House），和他的祖母格兰特夫人一起度过。1899-1901年，他就读于伦敦圣保罗中学 (as a boarder for two terms),他在那里获得了几项艺术奖。

### 艺术教育和欧洲影响
从大约1899/1900年到1906年，格兰特与他的姑父和姑姑，理查德·斯特拉奇爵士（Richard Strachey）和简·玛丽亚·斯特拉奇夫人（Jane Maria Strachey）及其子女生活在一起。格兰特年轻时，他陪同斯特拉奇夫人参加了“星期天绘画”（"picture Sunday"），这给了他会见著名画家的机会。斯特拉奇夫人说服了格兰特的父母，允许他接受艺术教育； 1902年，格兰特由他的姑姑送到威斯敏斯特艺术学院；在那里学了三年。在威斯敏斯特期间，格兰特受到西蒙·布西（Simon Bussy）的鼓励， 后者是一位法国画家， 亨利·马蒂斯 的终身好友，又娶了表姐多萝西·斯特拉奇（Dorothy Strachey）。
1904–1905年冬天，格兰特访问了意大利，受哈里·斯特拉奇（Harry Strachey）的委托，他复制了佛罗伦萨 圣母圣衣圣殿 布兰卡契小堂 的马萨乔湿壁画的一部分，还在乌菲兹美术馆研究了皮耶罗·德拉·弗朗切斯卡的《费德里科·达·蒙特费尔特罗肖像》，是双联画的一半。并对阿雷佐圣方济各圣殿（Basilica di San Francesco）的皮耶罗湿壁画留下了深刻的印象。格兰特回来后，在西蒙·布西的建议下，格兰特在伦敦国家美术馆复制了皮耶罗《耶稣降生》中的音乐家天使。

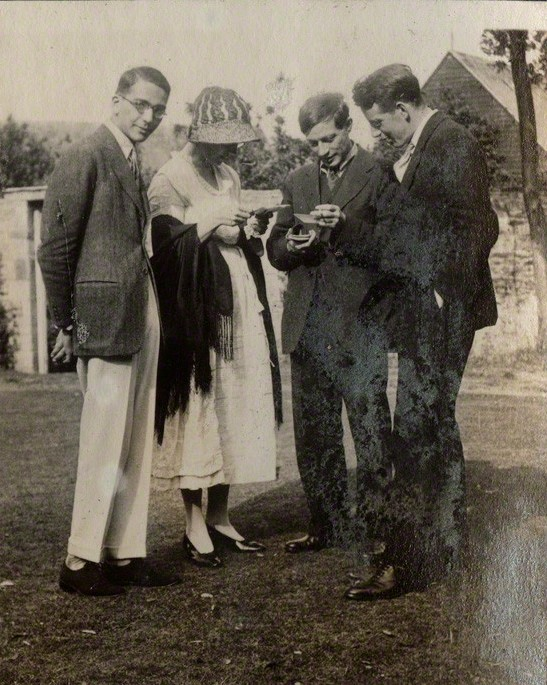
让·德·梅纳斯、瓦妮莎·斯蒂芬、邓肯·格兰特、埃里克·西普曼，1922

1905年秋，在星期五俱乐部，皮帕·斯特拉奇（Pippa Strachey）将格兰特介绍给了瓦妮莎·贝尔 （当时是瓦妮莎·斯蒂芬） 。1906年起，由于一位阿姨送给格兰特100英镑的礼物，格兰特在巴黎的调色板学院（Académie de La Palette），雅克-埃米尔·布兰奇（Jacques-Émile Blanche）的学校学习了一年。在此期间，他参观了卢森堡博物馆，看到其他绘画，法国印象派的卡耶博特收藏。
1907年1月，和1908年夏天，格兰特在斯莱德美术学院学习了两个学期。1908年，格兰特为一年前认识的约翰·梅纳德·凯恩斯画了一幅肖像，当时两人正在奥克尼度假。一年后，这一对在贝尔格雷夫路同居。
1909年，格兰特在巴黎拜访了迈克尔·斯泰因和格特鲁德·斯泰因兄妹，并参观了他们的收藏，其中包括毕加索 和马蒂斯 的画作。夏天，在西蒙·布西的介绍下，格兰特亲自拜访了马蒂斯，当时他住在巴黎郊区的克拉马。

## 邓肯·格兰特在伦敦

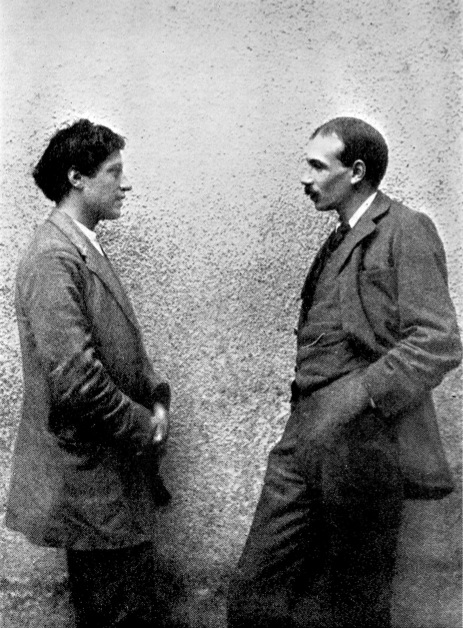
邓肯·格兰特和约翰·梅纳德·凯恩斯. 1913.

### 布卢姆茨伯里
1909年11月，格兰特搬到了菲茨罗伊广场21号，住在广场西侧二楼的两个房间。几扇门外的菲茨罗伊广场29号，住着阿德里安·斯蒂芬和弗吉尼亚·斯蒂芬（后来的弗吉尼亚·伍尔夫）姐弟。格兰特后来回忆道：“阿德里安·斯蒂芬和我之间产生了一种亲密的友谊，我只需轻轻敲一下窗户就可以进去。女仆告诉弗吉尼亚“格兰特先生无处不在”。但是，尽管我的访问非常不规律，但它们越来越成为一种习惯，我想它们很快就变得足够频繁，足以逃避注意'。
1910年6月，格兰特与周五俱乐部在阿尔卑斯俱乐部画廊举办画展。同年晚些时候，格兰特参观罗杰·弗莱在伦敦梅费尔的格拉夫顿画廊举办的“马奈和后印象派画家”展览，其中包括保罗·高更、马蒂斯和文森特·梵高等艺术家的作品，据说他对保罗·塞尚的画作特别感兴趣。
1911年夏天，罗杰·弗莱邀请格兰特为伯勒理工学院（Borough Polytechnic Institute，现为伦敦南岸大学）重新装修餐厅。格兰特创作了两幅油画，以配合“假日伦敦”的主题。两幅画《足球》和《洗澡》都受到了早期意大利艺术和拜占庭镶嵌画的影响。格兰特还利用了他对后印象派作品的接触；《泰晤士报》报道了他对这些人物的描述，“格兰特先生运用了他所有非凡的绘图能力，来表现游泳的动作，而不是任何一个游泳运动员。”

### 无畏舰骗局
1910年2月，格兰特与贺拉斯·德·维尔·科尔（Horace de Vere Cole）、弗吉尼亚·斯蒂芬、阿德里安·斯蒂芬等人伪装成阿比西尼亚皇家代表团，登上无畏号战列舰。代表团受到了乐队的欢迎，并参观了战列舰。无畏舰作为英国舰队的旗舰，是恶作剧者的一个高调目标，因此，恶作剧一经发现就引起了媒体的广泛关注。

## 艺术生涯
格兰特以其绘画风格著称，这是1910年在伦敦举办法国后印象派 展览之后发展起来的。他经常与该团体的另一名成员，艺术评论家和艺术家罗杰·弗莱合作，并受其影响。弗莱除了画风景画和肖像画，还设计纺织品和陶瓷。
1913年弗莱创立欧米茄工作坊（Omega Workshops）后，格兰特与瓦妮莎·贝尔成为联合董事，当时瓦妮莎已与弗莱发生婚外恋。虽然格兰特一直都是活跃的同性恋者，但他与瓦妮莎还是发生了恋情，他最后搬来，与她和她和丈夫克莱夫·贝尔的两个儿子住在一起。1916年，格兰特申请作为良心拒服兵役者，和他的新欢大卫·加内特去萨福克郡建立果园。两人的申请最初都没有成功，但最终中央法庭同意承认他们，条件是他们找到更合适的场所。瓦妮莎·贝尔在萨塞克斯郡的菲勒（Firle）附近建了一座房子，名为查尔斯顿农舍。她与克莱夫·贝尔的关系依然友好，贝尔经常与他们在一起住很长一段时间，有时还带着自己的情妇玛丽·哈钦森（Mary Hutchinson）。

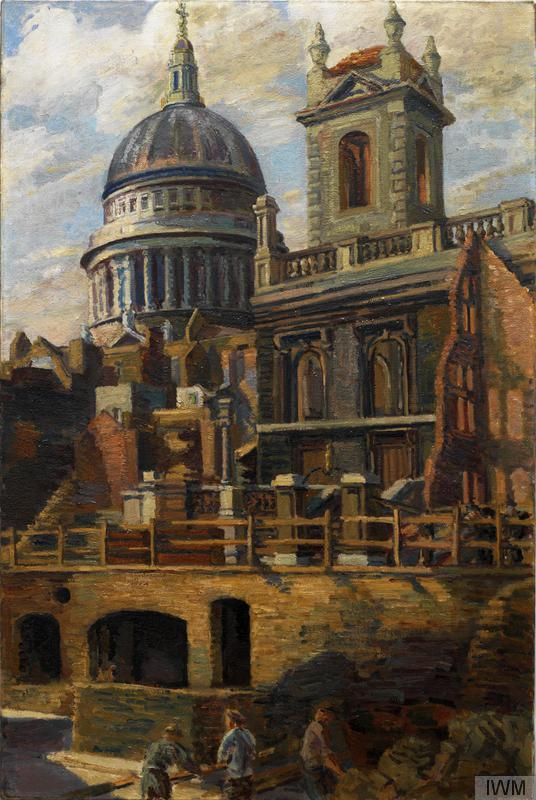
圣保罗1941 (帝国战争博物馆)

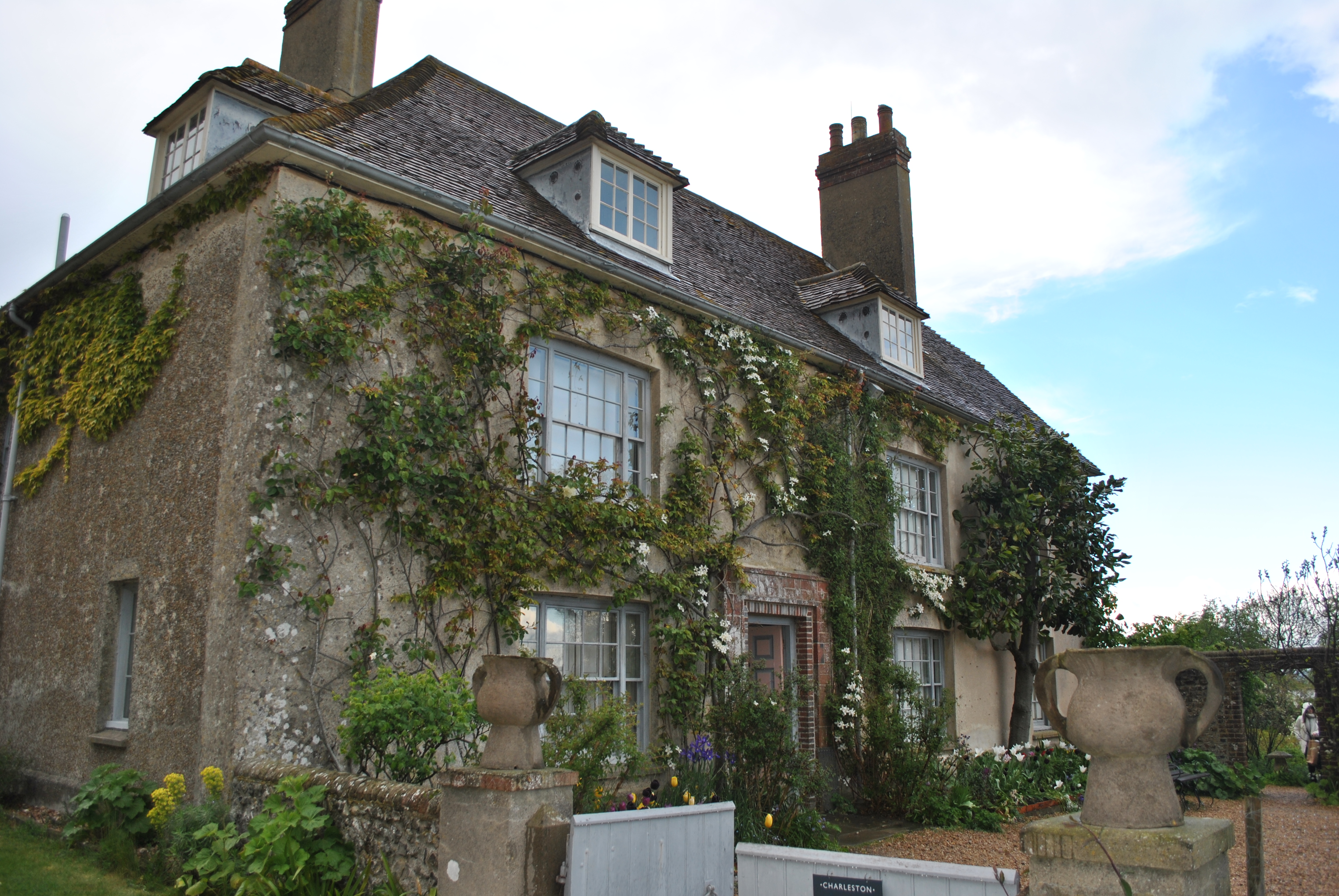
查尔斯顿农舍

1935年，格兰特与当时近30位著名的英国艺术家一起入选，为当时正在苏格兰建造的皇家邮轮玛丽王后号（RMS Queen Mary）提供艺术品。格兰特受委托为头等舱主休息室提供绘画和纺织品。1936年初，他的作品安装在休息室后，冠达邮轮公司（Cunard Line）的董事们对这艘船进行了巡视。当他们看到格兰特的作品时，他们立即撤换了他的作品，下令将其移除。
在第二次世界大战期间，格兰特获得战争艺术家咨询委员会的短期委托，创作两幅画作，其中最著名的一幅画描绘的是1941年伦敦大轰炸期间，从附近一座被炸建筑的地下室看到的圣保罗座堂。
1950年代末，格兰特受委托装饰林肯座堂的罗素小堂（Russell Chantry）。格兰特壁画中的基督像以他的爱人保罗·罗奇（Paul Roche）为原型。1960年代，座堂当局关闭了小堂，多年来一直被用作储藏室。格兰特的壁画最终得以修复，于20世纪90年代重新向公众开放。

## 个人生活

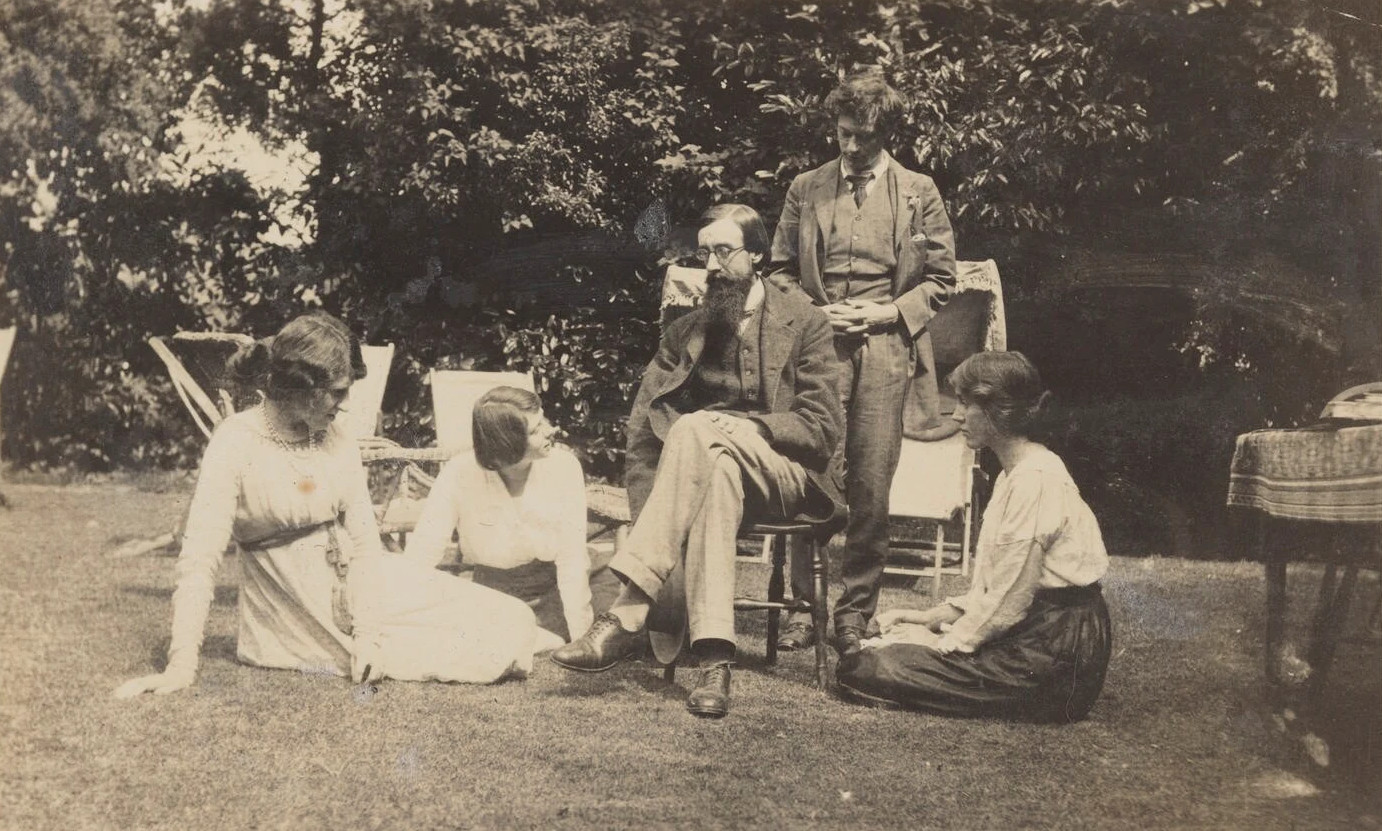
布卢姆茨伯里派成员：Lady Ottoline Morrell、玛丽娅·妮斯、莱顿·斯特拉奇、邓肯·格兰特、瓦妮莎·贝尔

格兰特早年的恋情完全是同性恋。他的爱人包括他的表哥、作家利顿·斯特雷奇、未来的政治家亚瑟·霍布豪斯（Arthur Hobhouse）和经济学家约翰·梅纳德·凯恩斯，他曾一度认为格兰特是他一生的挚爱，因为他长得漂亮，头脑独到。通过斯特拉奇，格兰特加入了布卢姆茨伯里派，在那里他结识了许多这样的好朋友，包括瓦妮莎·贝尔。他最终与瓦妮莎·贝尔生活在一起，虽然她是一名已婚女性，但她深深地爱上了他，在一天晚上成功地引诱了他；贝尔非常想要格兰特的孩子，1918年春天她怀孕了。尽管人们普遍认为格兰特与贝尔的性关系在安吉丽卡出生（1918年圣诞节）前的几个月结束，但他们又继续在一起生活了40多年。在那段时间里，他们的关系主要是家人和创作伙伴；他们经常一起在同一个画室作画，赞扬和批评彼此的作品。

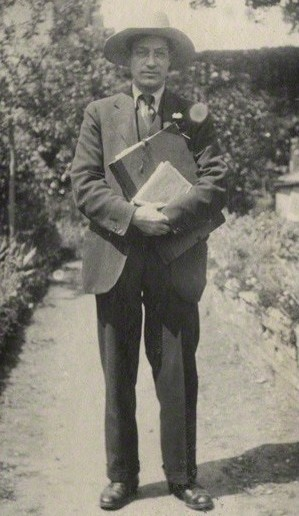
邓肯·格兰特, 1922

与瓦妮莎·贝尔一起生活，并不会阻碍格兰特与男性的恋情，无论是在安吉丽卡出生之前还是之后。安吉丽卡从小就相信瓦妮莎的丈夫克莱夫·贝尔是她的生父；她冠贝尔的姓氏，他对她的行为也从未有过不同的表现。邓肯·格兰特和瓦妮莎·贝尔建立了一段开放式关系, 尽管她本人显然从未再有过任何进一步的婚外情。相比之下，邓肯与其他男人发生了许多身体关系，和几次认真的恋情，其中最引人注目的是大卫·加内特, 后来他与安吉丽卡结婚，并与她生下四个女儿，其中包括阿玛丽莉丝·加内特（Amaryllis Garnett）。然而，格兰特对贝尔的爱和尊重，使他一直陪伴在她身边，直到1961年贝尔去世。
安吉丽卡写道：“（格兰特）是一个有双性恋倾向的同性恋者。”

## 晚年

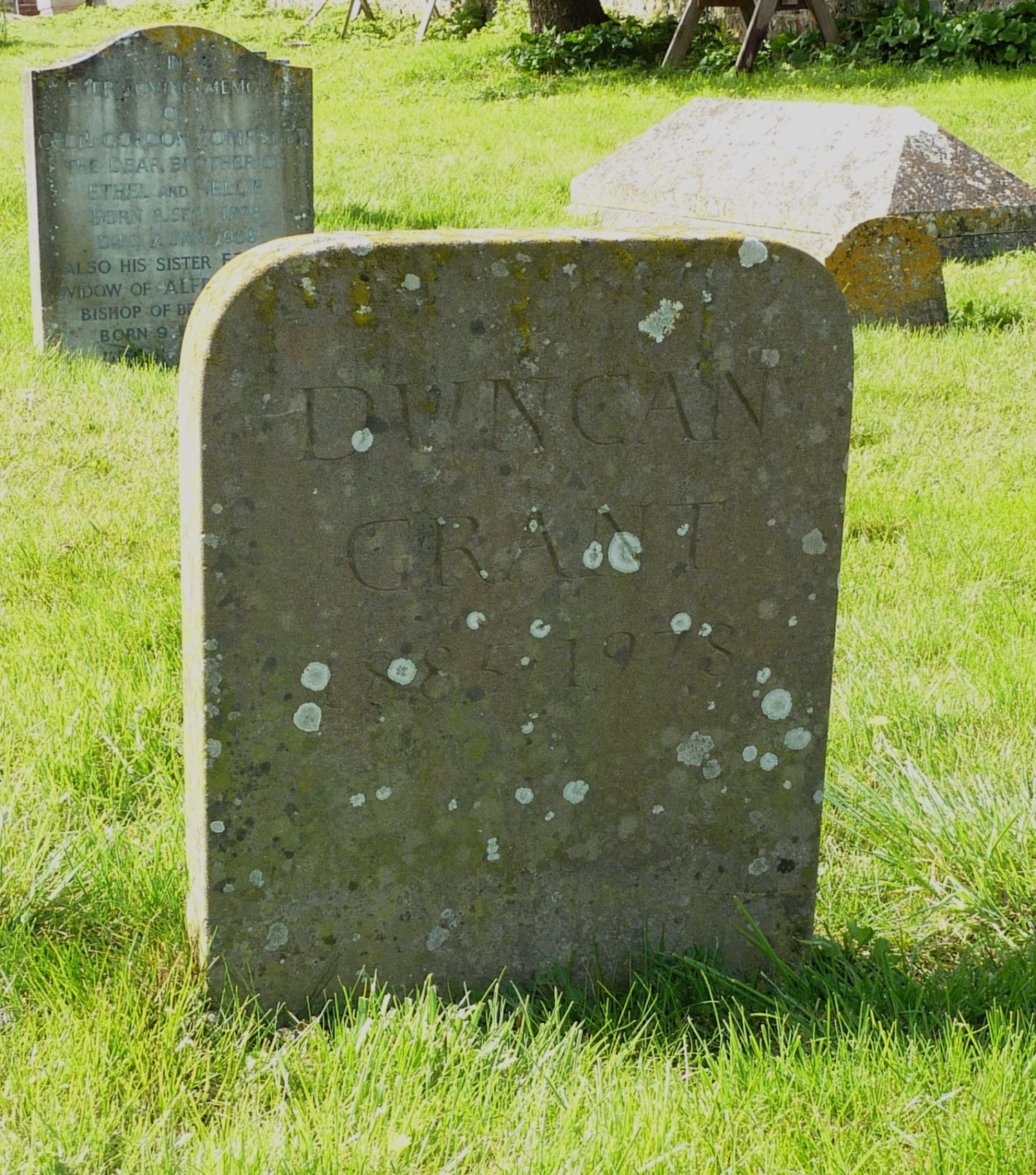
邓肯·格兰特墓

在格兰特的晚年，由他的爱人，诗人保罗·罗奇（Paul Roche ，1916-2007）照顾，他从1946年就认识他，使格兰特在查尔斯顿保持了多年的习惯生活方式。格兰特和罗奇的关系很牢固，甚至在1950年代罗什结婚并生下五个孩子以后也一直如此。罗奇成为格兰特遗产的共同继承人。1978年，格兰特最后在罗奇的家中去世。
邓肯·格兰特的遗体安葬在东萨塞克斯郡西菲勒圣彼得教堂墓地的瓦妮莎·贝尔墓旁。
格兰特也是两次被第十三代戴萨特伯爵约翰·格兰特（John Grant, 13th Earl of Dysart ，1946年出生）除名的第一个堂兄弟。